# Astrid Klapp-Lehrmann
Astrid Klapp-Lehrmann (* 28. Oktober 1957 in Marburg/Lahn) ist eine deutsche Romanistin und Bibliografin. 

## Wirken
Astrid Klapp-Lehrmann studierte Italienisch, Französisch und Latein an der Universität Saarbrücken und legte dort 1983 das Staatsexamen für den höheren Schuldienst ab. Nach kurzer Tätigkeit als wissenschaftliche Mitarbeiterin am Romanischen Institut der Universität Saarbrücken trat sie 1984 als Bibliotheksreferendarin an der Universitätsbibliothek Saarbrücken in die Ausbildung für den höheren Bibliotheksdienst ein und schloss diese 1986 mit der Fachprüfung an der Fachhochschule für Bibliotheks- und Dokumentationswesen in Köln ab. 
Ihr Vater, der Romanist, Bibliothekar und Bibliograf Otto Klapp, starb am 31. Oktober 1986. Er hatte im Jahre 1959 (mit Bearbeitungszeitraum ab 1956) die Bibliographie der französischen Literaturwissenschaft begründet und erarbeitet. Astrid Klapp-Lehrmann übernahm die Weiterführung dieser sehr renommierten Bibliographie und führt sie seither als alleinige Bearbeiterin im Verlag Vittorio Klostermann. Das in umfangreichen Jahresbänden erscheinende Werk steht seit 2013 auch in einer Online-Version zur Verfügung.

## Veröffentlichungen
- Untersuchungen zur bibliographischen Situation in der italienischen Literaturwissenschaft. Köln 1985 (Hausarbeit für die Fachprüfung an der Fachhochschule für Bibliotheks- und Dokumentationswesen).
- Bibliographie der französischen Literaturwissenschaft. Bd. 24. Verlag Vittorio Klostermann, Frankfurt/M. 1986ff.
- (Bearb., mit Wolfgang Hillen): Einführung in die bibliographischen Hilfsmittel für das Studium der Romanistik. Praktische Anleitung für die Literaturrecherche. Bd. 2: Italienische Sprach- und Literaturwissenschaft (= Bibliographica Romanica, Bd. 2). Romanistischer Verlag, Bonn 1994, ISBN 3-924888-41-8.